# RBC Heritage
RBC Heritage är en professionell golftävling som spelas årligen på PGA Touren i South Carolina sedan 1969. Arnold Palmer vann första upplagan av tävlingen som då spelades i november, men som nu spelas i april och veckan efter US Masters. Tävlingen arrangeras på golfbanan Harbour Town Golf Links och som ligger på ön Hilton Head Island, en golfbana som är designad av Pete Dye med hjälp av Jack Nicklaus och som frekvent är med på listor över USA:s bästa golfbanor.
I mars 1975 - två veckor innan hans 5:e US Masters vinst - vann Jack Nicklaus som var med och designade banan, då tävlingen spelades i mars månad mellan åren 1974 till 1983.
The Heritage Classic Foundation är huvudsponsor av tävlingen och stödjer finansiellt, ger vägledning och direktiv om hur tävlingen ska utföras. När tävlingen väl är över, går överskottet från evenemanget till en rad olika välgörenhetsorganisationer och universitet.

## Inbjudan
RBC Heritage är en inbjudningstävling, vilket innebär att enbart inbjudna, eller spelare som mött ett kriterium för inbjudan, får delta. Tävlingen är en av enbart fem PGA Tour tävlingar som har inbjudningsstatus, tillsammans med Arnold Palmer Invitational, Dean & DeLuca Invitational, Memorial Tournament samt Quicken Loans National. Inbjudningstävlingar har mindre startfält och RBC Heritage har omkring 130 startande, till skillnad från vanliga PGA Tour tävlingar som har 156 startande.

## Namn på tävlingen
Även om tävlingen har spelats på samma bana sedan 1969, så har tävlingens namn varierat mellan åren. 
- 1969–1970 – Heritage Golf Classic[1]
- 1971–1976 – Sea Pines Heritage Classic[3]
- 1977–1978 – Heritage Classic
- 1979 – Sea Pines Heritage Classic[8]
- 1980–1986 – Sea Pines Heritage[9][10]
- 1987–1994 – MCI Heritage Golf Classic [11][12]
- 1995–2000 – MCI Classic[13][14]
- 2001–2002 – WorldCom Classic – The Heritage of Golf[15]
- 2003–2005 – MCI Heritage [16][17]
- 2006–2010 – Verizon Heritage[18][19][20]
- 2011 – The Heritage[21]
- 2012 – RBC Heritage

### Speldatum
Tävlingen har spelats i månaderna:
- November (1969–72),
- September (1973),
- Mars (1974–82) – oftast två veckor innan US Masters,
- April (1983–) – Oftast veckan efter US Masters.

## Tidigare vinnare
Carl Pettersson är den enda svensk som har vunnit tävlingen, när han gjorde det 2012.
| År                                      | Spelare            | Resultat     | Mot par      | Segermarginal | Runner(s)-up                                         |
| RBC Heritage                            | RBC Heritage       | RBC Heritage | RBC Heritage | RBC Heritage  | RBC Heritage                                         |
| --------------------------------------- | ------------------ | ------------ | ------------ | ------------- | ---------------------------------------------------- |
| 2017                                    | Wesley Bryan       | 271          | −13          | 1 slag        | Luke Donald                                          |
| 2016                                    | Branden Grace      | 275          | −9           | 2 slag        | Luke Donald Russell Knox                             |
| 2015                                    | Jim Furyk (2)      | 266          | −18          | Särspel       | Kevin Kisner                                         |
| 2014                                    | Matt Kuchar        | 273          | −11          | 1 slag        | Luke Donald                                          |
| 2013                                    | Graeme McDowell    | 275          | −9           | Särspel       | Webb Simpson                                         |
| 2012                                    | Carl Pettersson    | 270          | −14          | 5 slag        | Zach Johnson                                         |
| The Heritage                            |                    |              |              |               |                                                      |
| 2011                                    | Brandt Snedeker    | 272          | −12          | Särspel       | Luke Donald                                          |
| Verizon Heritage                        |                    |              |              |               |                                                      |
| 2010                                    | Jim Furyk          | 271          | −13          | Särspel       | Brian Davis                                          |
| 2009                                    | Brian Gay          | 264          | −20          | 10 slag       | Briny Baird Luke Donald                              |
| 2008                                    | Boo Weekley (2)    | 269          | −15          | 3 slag        | Aaron Baddeley Anthony Kim                           |
| 2007                                    | Boo Weekley        | 270          | −14          | 1 slag        | Ernie Els                                            |
| 2006                                    | Aaron Baddeley     | 269          | −15          | 1 slag        | Jim Furyk                                            |
| MCI Heritage                            |                    |              |              |               |                                                      |
| 2005                                    | Peter Lonard       | 277          | −7           | 2 slag        | Billy Andrade Darren Clarke Jim Furyk Davis Love III |
| 2004                                    | Stewart Cink (2)   | 274          | −10          | Särspel       | Ted Purdy                                            |
| 2003                                    | Davis Love III (5) | 271          | −13          | Särspel       | Woody Austin                                         |
| WorldCom Classic - The Heritage of Golf |                    |              |              |               |                                                      |
| 2002                                    | Justin Leonard     | 270          | −14          | 1 slag        | Heath Slocum                                         |
| 2001                                    | José Cóceres       | 273          | −11          | Särspel       | Billy Mayfair                                        |
| MCI Classic                             |                    |              |              |               |                                                      |
| 2000                                    | Stewart Cink       | 270          | −14          | 2 slag        | Tom Lehman                                           |
| 1999                                    | Glen Day           | 274          | −10          | Särspel       | Jeff Sluman Payne Stewart                            |
| 1998                                    | Davis Love III (4) | 266          | −18          | 7 slag        | Glen Day                                             |
| 1997                                    | Nick Price         | 269          | −15          | 6 slag        | Brad Faxon Jesper Parnevik                           |
| 1996                                    | Loren Roberts      | 265          | −19          | 3 slag        | Mark O'Meara                                         |
| 1995                                    | Bob Tway           | 275          | −9           | Särspel       | David Frost Nolan Henke                              |
| MCI Heritage Golf Classic               |                    |              |              |               |                                                      |
| 1994                                    | Hale Irwin (3)     | 266          | −18          | 2 slag        | Greg Norman                                          |
| 1993                                    | David Edwards      | 273          | −11          | 2 slag        | David Frost                                          |
| 1992                                    | Davis Love III (3) | 269          | −15          | 4 slag        | Chip Beck                                            |
| 1991                                    | Davis Love III (2) | 271          | −13          | 2 slag        | Ian Baker-Finch                                      |
| 1990                                    | Payne Stewart (2)  | 276          | −8           | Särspel       | Steve Jones Larry Mize                               |
| 1989                                    | Payne Stewart      | 268          | −16          | 5 slag        | Kenny Perry                                          |
| 1988                                    | Greg Norman        | 271          | −13          | 1 slag        | David Frost Gil Morgan                               |
| 1987                                    | Davis Love III     | 271          | −13          | 1 slag        | Steve Jones                                          |
| Sea Pines Heritage                      |                    |              |              |               |                                                      |
| 1986                                    | Fuzzy Zoeller (2)  | 276          | −8           | 1 slag        | Chip Beck Roger Maltbie Greg Norman                  |
| 1985                                    | Bernhard Langer    | 273          | −11          | Särspel       | Bobby Wadkins                                        |
| 1984                                    | Nick Faldo         | 270          | −14          | 1 slag        | Tom Kite                                             |
| 1983                                    | Fuzzy Zoeller      | 275          | −9           | 2 lag         | Jim Nelford                                          |
| 1982                                    | Tom Watson (2)     | 280          | −4           | Särspel       | Frank Conner                                         |
| 1981                                    | Bill Rogers        | 278          | −6           | 1 slag        | Bruce Devlin Hale Irwin Gil Morgan Craig Stadler     |
| 1980                                    | Doug Tewell        | 280          | −4           | Särspel       | Jerry Pate                                           |
| Sea Pines Heritage Classic              |                    |              |              |               |                                                      |
| 1979                                    | Tom Watson         | 270          | −14          | 5 slag        | Ed Sneed                                             |
| Heritage Classic                        |                    |              |              |               |                                                      |
| 1978                                    | Hubert Green (2)   | 277          | −7           | 3 slag        | Hale Irwin                                           |
| 1977                                    | Graham Marsh       | 273          | −11          | 3 slag        | Ben Crenshaw Tom Watson                              |
| Sea Pines Heritage Classic              |                    |              |              |               |                                                      |
| 1976                                    | Hubert Green       | 274          | −10          | 5 slag        | Jerry McGee                                          |
| 1975                                    | Jack Nicklaus      | 271          | −13          | 3 slag        | Tom Weiskopf                                         |
| 1974                                    | Johnny Miller (2)  | 276          | −8           | 3 slag        | Gibby Gilbert                                        |
| 1973                                    | Hale Irwin (2)     | 272          | −12          | 5 slag        | Jerry Heard Grier Jones                              |
| 1972                                    | Johnny Miller      | 281          | −3           | 1 slag        | Tom Weiskopf                                         |
| 1971                                    | Hale Irwin         | 279          | −5           | 1 slag        | Bob Lunn                                             |
| Heritage Golf Classic                   |                    |              |              |               |                                                      |
| 1970                                    | Bob Goalby         | 280          | −4           | 4 slag        | Lanny Wadkins                                        |
| 1969                                    | Arnold Palmer      | 283          | −1           | 3 slag        | Dick Crawford Bert Yancey                            |